# Adieu, Mascotte
Adieu, Mascotte ist eine deutsche Stummfilm-Liebeskomödie aus dem Jahre 1929 von Wilhelm Thiele mit Lilian Harvey in der Titelrolle.

## Handlung
Künstlerfest in der Pariser Kunstakademie: Inmitten des Tanzvergnügens bricht ein blutjunges Modell zusammen. Wie der rasch herbeigeholte Arzt feststellt, ist sie derart erschöpft und schwer krank, dass sie unbedingt zur Kur nach Davos müsste. Doch dafür fehlt dem Mädchen das Geld. Die anwesende Mascotte, gleichfalls als (allerdings deutlich gefragteres) Modell der Pariser Künstlerszene tätig, will unbedingt helfen und beginnt nun mit einer Versteigerung derjenigen Kunstwerke, die die Wände des Festsalons schmücken. Doch die erzielten Beträge sind kaum der Rede wert, und so hält sie schließlich auch ein Aktbild von sich selbst hoch. Mascotte erhofft, auf diese Weise die notwendigen 20.000 Francs für die Genesung der noch unerfahrenen Kollegin zu erzielen. Da ruft einer der Anwesenden “10.000 Francs, aber für das Original!”. Mascotte schluckt kurz, als Hure will sie eigentlich nicht enden. Dann aber siegt ihr Altruismus, und sie ist bereit, sich selbst als Versteigerungsobjekt zur Verfügung zu stellen. Auch Jean Dardier, ein Schriftsteller, ist anwesend. Er möchte nicht, dass das hübsche, zierliche Mädchen in die Fänge eines ebenso alten wie reichen und sabbernden Lustgreises gerät. Und so bietet er solange mit, bis er schließlich den Zuschlag erhält.
Dardiers Privatleben ist derzeit aus den Fugen geraten; seine Frau Josette betrügt ihn mit dem jungen, attraktiven Gaston Duprès, einem hirnlosen Schönling und Bonvivant. Am Morgen nach der kuriosen Nachtauktion erscheint Mascotte in Jeans Wohnung, um sich ihm in den kommenden beiden Wochen zur Verfügung zu stellen. Dort möchte sie sich am liebsten die kommenden 14 Tage in ein Zimmer einschließen, da sie nicht als Käufliche, als Flittchen gelten möchte. Durch einen Brief Josettes in Jeans Arbeitszimmer, den Mascotte überfliegt, wird ihr allerdings klar, wie es im Eheleben Jean Dardiers bestellt ist. Dennoch meint sie in Josettes Worten zu erkennen, dass die Ehebrecherin ihren Mann noch immer liebt. Doch nicht etwa Mascottes Anwesenheit hat Jeans Gattin aus dem Haus getrieben. Vielmehr war der 14-tägige Einzug für die Ungetreue ein idealer, vorgeschobener Grund, sich fluchtartig aus dem Staub zu machen und sich bei ihrem Liebhaber Gaston einzunisten. Mascotte entwickelt Sympathie für den Verlassenen und bietet Jean an, 14 Tage lang coram publico seine Freundin und Geliebte zu spielen, in der Hoffnung, dass dann die eifersüchtige Josette doch zurückkehren werde.
Mascotte und Jean zeigen sich daraufhin regelmäßig in der Öffentlichkeit und stoßen dabei auch mehrfach auf Josette und Gaston, die sich in ihrer Vertrautheit auch nicht gerade diskret aufführen. Erwartungsgemäß entwickeln sich die Dinge anders als erwartet, denn bald beginnt das Neu-Paar ernsthafte Gefühle füreinander zu entwickeln. Beide gestehen sich diese Veränderungen jedoch (noch) nicht ein. Ein geplantes Abschiedssouper soll die Beziehung Jeans und Mascottes zueinander klären, da platzt wider Erwarten Josette, die eigentlich nur ihren Schmuck für eine Reise nach Nizza aus dem Haus mitnehmen wollte, in das vertraute Tête-à-Tête der beiden hinein. Jean nimmt nunmehr an, dass Josette ihn bereits in seinen eigenen vier Wänden mit dem tunichtguten Windhund Gaston betrügt. Der Hahnrei reicht daraufhin die Scheidung ein. Ein zur Mediation herbeigerufener Anwalt, Advokat Giron, kann auch nichts mehr retten. Da Jean es ganz genau wissen will, wie weit Josette ihn bereits hintergangen hat, heftet er sich an ihre Fersen und folgt, in Begleitung Mascottes, seiner Noch-Gattin im selben Zug in Richtung Nizza. Mascotte verlässt diesen Zug jedoch bei nächster Gelegenheit, um der letzten Chance einer Versöhnung zwischen den Eheleuten nicht im Wege zu stehen. Dies bemerkt Jean jedoch und eilt ihr nach. Nunmehr fahren die beiden Paare symbolträchtig mit zwei Zügen in gegenseitige Richtungen. Jean ist jetzt endgültig klar, wie viel Mascotte ihm mittlerweile bedeutet. Erst jetzt gestehen sich die beiden ihre Liebe.

## Produktionsnotizen und Zensurprobleme
Adieu, Mascotte (oftmals auch ohne Komma geschrieben), auch geführt mit dem Zweit- bzw. Untertitel Das Modell vom Montparnasse, entstand von Januar bis März 1929 in den Filmateliers der UFA Neubabelsberg, der UFA Berlin-Tempelhof und in Staaken. Die Außenaufnahmen wurden in Paris und Nizza angefertigt. Nach der Zensurvorlage vom 13. Juni 1929 wurde ein generelles Verbot ausgesprochen, mit der Begründung: „Der innerlich verlogene und Gefühle des Widerwillens erweckende Bildstreifen konnte daher wegen seiner entsittlichenden Wirkung nicht zugelassen werden“. Bei der zweiten Zensurvorlage zwei Wochen später bestätigte die Kammer dieses Urteil. Diesmal hieß es: “Maßgebend für die Entscheidung der Kammer war die Versteigerungsscene: Ein junges Mädchen lässt sich in der unzweideutig ausgesprochenen Absicht versteigern, dass sie für 14 Tage ihren Körper dem Versteigerer zur Verfügung stellt. Diese Scene, die den Ausgangspunkt der gesamten Handlung darstellt, ist geeignet, den gesamten Inhalt des Films zu vergiften.”
Nach der Neuvorlage am 12. Juli 1929 wurde Adieu, Mascotte infolge minimaler Kürzungen doch noch zugelassen und lediglich ein Jugendverbot erlassen. Der Sechsakter mit einer Länge von 2304 Metern wurde am 2. August 1929 im Universum am Lehniner Platz uraufgeführt. Am 28. April 1930 wurde auch eine Tonfassung herausgebracht.
Die Produktionsleitung hatte Günther Stapenhorst, die Filmbauten entwarf Jacques Rotmil und wurden von Heinz Fenchel ausgeführt. Willy Zeunert diente als Aufnahmeleiter.
Der in einer Nebenrolle zu sehende Eugen Thiele war der jüngere Bruder des Regisseurs Wilhelm Thiele.

## Kritiken
„So interessant das Problem auch sein mag, die vielen Akte, die auf seine Bewältigung verwandt werden, verträgt es nicht. Das Gefühlsleben der Beteiligten wird in die Länge gezogen, als sei es ein Gegenstand, und ist doch dabei nur eine Arabeske der Substanzlosigkeit. Lilian Harvey ist die Heldin, ein zierlich gewachsenes Persönchen, das einmal nach der Garbo und das andere Mal nach der Helm herüberschillert. Sonst wäre auch nichts vorhanden. Igo Sym ist so ein verführerischer Männertyp, und Harry Halm kann froh sein, daß ihm die Rolle vorschreibt, etwas zu albern. Wie wird das erst werden, wenn die Leute auch noch reden?“

„Die „süße Kleine“ scheint nur darum zu leben, um von Prinzen, Bankdirektoren, reichen Malern, von allen möglichen Bourgeois genossen zu werden, wie etwa Schweinebraten gefressen oder Champagner gesoffen wird. Zuguterletzt heiraten die reichen Genießer das arme Mädchen, das Vergnügen scheint sich „daher“ beiderseits gelohnt zu haben. Daß die „Süße“ gewöhnlich als Straßenhure verreckt, diese Wahrheit geht die Produzenten der prostitutionsfreundlichen Filme einen Dreck an; sie wollen an der Prostitution mit den Mitteln des Films einzig und allein verdienen. Auch der Ufa-Film „Adieu, Mascotte“ steht auf dem “Kulturniveau” eines Bordells.“

„„Adieu, Mascotte“ ist ein Film mit etwas mehr Ansprüchen. (…) Im vorliegenden Fall hat auch noch die Zensur gewaltet. Schwer ist es hernach, den wahren Meister des gedehnten Einfallsmangels aufzuweisen. (…) Das Manuskript sieht so aus wie von einem Schüler des amerikanischen Chicfilms samt einem Schüler des einheimischen Robert Liebmann. Eisbein und Eiscreme. Die Harvey, lieblich und hoffnungsvoll, war sonst lieblicher und hoffnungsvoller. Sie ist ein Pariser Malermodell, das sich zugunsten einer kranke Kollegin versteigert. Züchtig-pikant. (…) Falkenstein in einer Charge witzig und schlagend. Harry Halm als komischer Liebhaber sauber und wirksam.“

„”Adieu, Mascotte“ … ist ein liebenswürdiger, netter, unterhaltender, geschmackvoll gemachter Täuschungsversuch. (…) So billig und unoriginell die Vorgänge sind, sie zeigen wenigstens konsequente Durchführung und zureichende Begründungen, man liest endlich auch wieder ein gutes und annehmbares Deutsch in den Zwischentexten. Thiele war in seinem vorjährigen Ufa-Film „Hurra, ich lebe“ … ein weitaus selbstständigerer, kräftigerer, mutigerer Regisseur. Hier liegt alles auf dem Niveau des Hübschen, Gefälligen, Eingängigen, das an keiner Stelle unterboten, aber auch an keiner durchbrochen wird. (…) Lilian Harvey ist von allen jungen Stars, für die Reklame gemacht wird, vielleicht die einzig begabte. Ihre Begabung ist humoristischer und parodistischer Art. (…) Sentimentale oder gar tragische Stellen liegen ihr sehr viel weniger. Auch ein so mittelmäßiger Schauspieler wie Harry Halm ist in einer komisch-einfältigen … Liebhaberrolle endlich richtig beschäftigt.“